# LDHC
LDHC (англ. Lactate dehydrogenase C) – білок, який кодується однойменним геном, розташованим у людей на 11-й хромосомі. Довжина поліпептидного ланцюга білка становить 332 амінокислот, а молекулярна маса — 36 311.
| 10         |  | 20         |  | 30         |  | 40         |  | 50         |
| ---------- |  | ---------- |  | ---------- |  | ---------- |  | ---------- |
| MSTVKEQLIE |  | KLIEDDENSQ |  | CKITIVGTGA |  | VGMACAISIL |  | LKDLADELAL |
| VDVALDKLKG |  | EMMDLQHGSL |  | FFSTSKITSG |  | KDYSVSANSR |  | IVIVTAGARQ |
| QEGETRLALV |  | QRNVAIMKSI |  | IPAIVHYSPD |  | CKILVVSNPV |  | DILTYIVWKI |
| SGLPVTRVIG |  | SGCNLDSARF |  | RYLIGEKLGV |  | HPTSCHGWII |  | GEHGDSSVPL |
| WSGVNVAGVA |  | LKTLDPKLGT |  | DSDKEHWKNI |  | HKQVIQSAYE |  | IIKLKGYTSW |
| AIGLSVMDLV |  | GSILKNLRRV |  | HPVSTMVKGL |  | YGIKEELFLS |  | IPCVLGRNGV |
| SDVVKINLNS |  | EEEALFKKSA |  | ETLWNIQKDL |  | IF         |  |            |

A: Аланін

C: Цистеїн

D: Аспарагінова кислота

E: Глутамінова кислота

F: Фенілаланін

G: Гліцин

H: Гістидин

I: Ізолейцин

K: Лізин

L: Лейцин

M: Метіонін

N: Аспарагін

P: Пролін

Q: Глутамін

R: Аргінін

S: Серин

T: Треонін

V: Валін

W: Триптофан

Кодований геном білок за функціями належить до оксидоредуктаз, фосфопротеїнів. 
Білок має сайт для зв'язування з НАД. 
Локалізований у цитоплазмі.